# Al Green

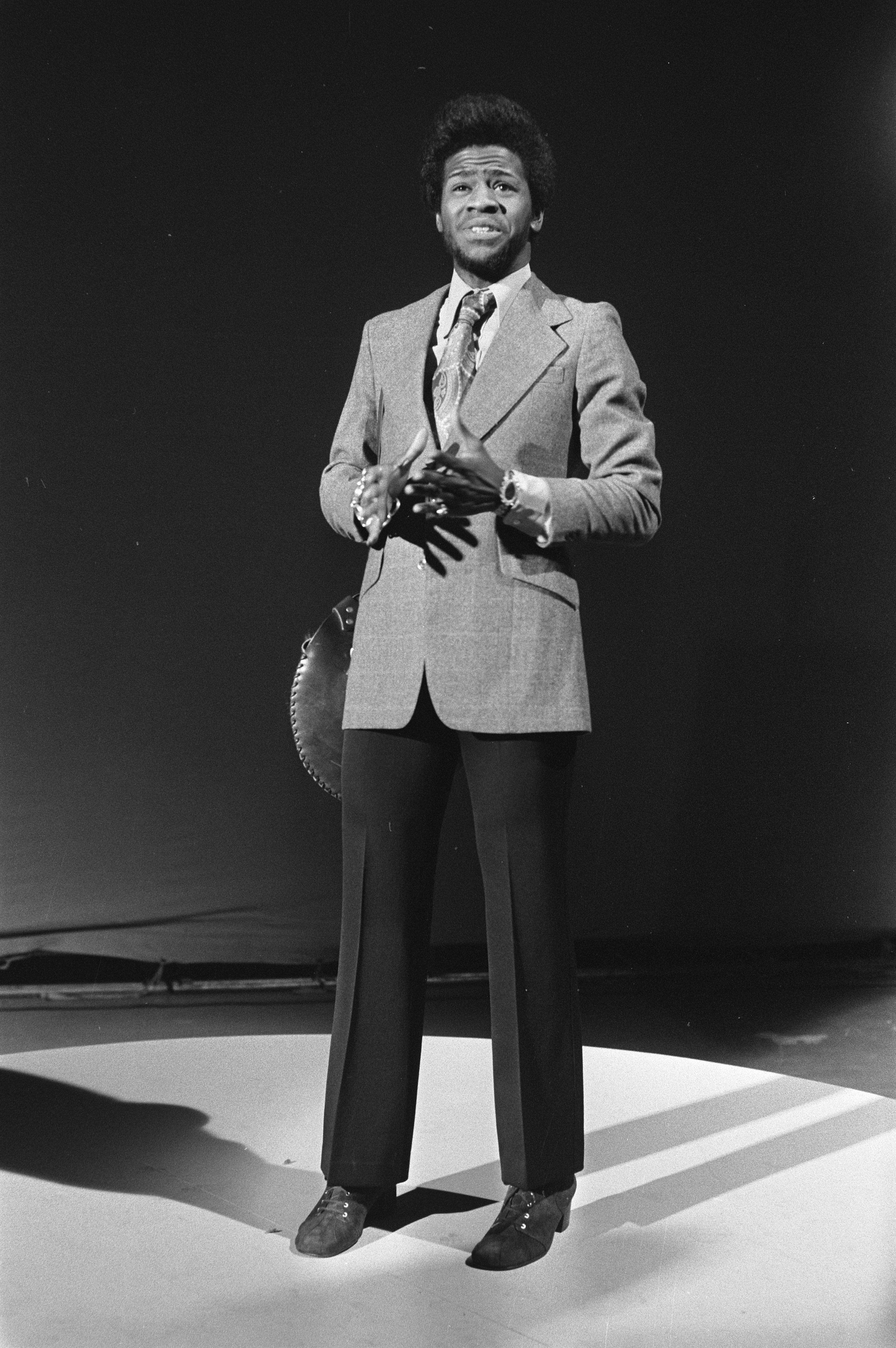
Al Green (1971)

Al Green (Forrest City, Arkansas, 13 april 1946) is een Amerikaans gospel- en soulzanger en dominee. Hij is een van de populairste soulzangers aller tijden, die zijn grootste successen heeft behaald in het begin van de jaren zeventig.

## Biografie
Hij is de zoon van een boer. Op zijn negende begint Al Green met optreden in een gospelkwartet genaamd The Green Brothers. Het kwartet treedt gedurende de jaren vijftig op in de gehele zuidelijke Verenigde Staten. Later verhuist de familie naar Grand Rapids, Michigan, waar het optreden verdergaat tot Al Green zestien jaar oud is. Zijn vader haalt hem dan uit de groep als hij zijn zoon heeft betrapt op het luisteren naar Jackie Wilson.
Samen met zijn vrienden Palmer James en Curtis Rogers richt hij op de middelbare school Al Green & the Creations op. Rogers en James richten hun eigen onafhankelijke label op, Hot Line, waar de groep (omgedoopt tot The Soul Mates) in 1967 de eerste single op uitbrengt, "Back Up Train". Het nummer is een grote hit, maar daaropvolgende singles worden geen succes.

### Solocarrière
Na enige tijd te hebben opgetreden in nachtclubs wordt Al Green in 1969 ontdekt door bandleider en producer Willie Mitchell, eigenaar van het label Hi Records. Al Green tekent bij het label en neemt er zijn tweede album op, Green is Blues, dat wordt geproduceerd door Mitchell. Het album wordt goed ontvangen en bereidt de weg voor voor het volgende album Al Green Gets Next To You (1970). Op dit album staat zijn eerste grote solo-hit, "Tired of Being Alone", en bevat nog drie hitsingles die in Amerika zeer goed verkopen.
Let's Stay Together uit 1971 is zelfs een nog groter succes, waarvan de titeltrack zijn eerste nummer 1-hit in Amerika is en nog steeds wordt beschouwd als een van zijn bekendste nummers. Ook het datzelfde jaar uitgebrachte I'm Still In Love With You is een groot succes, waarvan meerdere hits afkomen. Ook Call me uit 1973 is zowel een kritisch als commercieel succes, met meerdere hitsingles. De door Green en Mitchell geschreven nummers uit de periode '72-'75 gaan voornamelijk over de liefde, die op een haast religieuze manier wordt beschreven. Al Green is rond deze tijd op zijn hoogtepunt, en wordt beschouwd als de grootste soul-artiest van het moment, naast  Marvin Gaye.

### Bekering tot gospel
In oktober 1974 loopt Al Green ernstige tweedegraads brandwonden op op zijn buik, maag en arm, wanneer zijn toenmalige vriendin, Mary Woodson, kokende grits (maispap) over hem heen giet. Zij pleegt daarna zelfmoord. Al Green ziet dit als een teken van God. Hij wordt in 1976 dominee bij het Full Gospel Tabernacle in Memphis, vlak bij Graceland.
In 1977, als de verkoopcijfers beginnen te dalen, beëindigt hij de samenwerking met Mitchell. Green richt zijn eigen muziekstudio op, American Music, waar hij enkele platen opneemt. The Belle Album is een groot kritisch succes, maar weet geen publiek te vinden. Tijdens een optreden in 1979 raakt hij gewond. Dit ziet hij als een tweede teken van God, en hij gaat zich meer en meer op de gospel en het preken oriënteren. Vanaf 1981 brengt hij enkel gospel-albums uit. In 1982 is hij te zien in de gospel-musical Your Arms Too Short to Box With God, tegenover Patti Labelle. In 1984 komt er een documentaire uit over Al Green, The Gospel According to Al Green, gefilmd door Robert Mugge.

### Terugkeer naar de r&b
Eind jaren tachtig keert hij weer terug naar de soul en r&b. Dit is het eerst goed te horen op "Put a little love in your heart" uit 1988, een duet met Annie Lennox voor de soundtrack van de komische kerstfilm Scrooged, met Bill Murray in de hoofdrol. Het nummer wordt een wereldwijde hit; het is zijn eerste hit in Nederland. Een tweede hit in Nederland scoort hij het jaar daarop met "The Message Is Love", een samenwerking met Arthur Baker, afkomstig van diens album Merge.
In 1993 brengt hij zijn eerste echte soulalbum sinds jaren uit, Don't Look Back. Het album wordt geproduceerd door de Fine Young Cannibals en Arthur Baker. In Amerika wordt dit album uitgebracht onder de naam Your Heart's In Good Hands, en bevat een aantal nieuwe nummers. In 1995 wordt Al Green opgenomen in de Rock and Roll Hall of Fame. In hetzelfde jaar trad Green op tijdens de dertigste editie van het North Sea Jazz Festival in Den Haag.
In 2003 bracht hij het album I Can't Stop uit. Ditzelfde jaar werd hij opgenomen in de Gospel Music Hall of Fame en in het jaar 2012 in de Memphis Music Hall of Fame.

## Discografie
| - Back Up Train (1968) - Green Is Blues (1970) - Al Green Gets Next to You (1971) - Let's Stay Together (1971) - I'm Still in Love With You (1972) - Call Me (1973) - Livin' for You (1973) - Al Green Explores Your Mind (1974) - Al Green is Love (1975) - Full of Fire (1976) - Have a Good Time (1976) - The Belle Album (1977) | - Truth 'N' Time (1978) - Tokyo Live (1981) - The Lord Will Make a Way (1981) - Higher Plane (1982) - Precious Lord (1982) - I'll Rise Again (1983) - The Christmas Album (1983) - Trust in God (1984) - He is the Light (1985) - White Christmas (1986) - Soul Survivor (1987) - I Get Joy (1989) | - One in a Million (1991) - Love is Reality (1992) - Best of (1992) - Gospel Soul (1993) - Don't Look Back (1993) - Your Heart's in Good Hands (1995) - Feels Like Christmas (2001) - Very Best Of (2001) - I Can't Stop (2003) - Everything's OK (2005) - Lay It Down (2008) |

## Hitlijsten

### Albums
| Album met eventuele hitnotering(en) in de Nederlandse Album Top 100 | Datum van verschijnen | Datum van binnenkomst | Hoogste positie | Aantal weken | Opmerkingen |
| ------------------------------------------------------------------- | --------------------- | --------------------- | --------------- | ------------ | ----------- |
| I Can't Stop                                                        | 2003                  | 17-01-2004            | 72              | 2            |             |
| Lay It Down                                                         | 2008                  | 31-05-2008            | 66              | 6            |             |

### Singles
| Single met eventuele hitnotering(en) in de Nederlandse Top 40 | Datum van verschijnen | Datum van binnenkomst | Hoogste positie | Aantal weken | Opmerkingen                           |
| ------------------------------------------------------------- | --------------------- | --------------------- | --------------- | ------------ | ------------------------------------- |
| Put a Little Love in Your Heart                               | 1988                  | 03-12-1988            | 13              | 8            | met Annie Lennox / Alarmschijf        |
| The Message Is Love                                           | 1989                  | 25-11-1989            | 8               | 8            | met Arthur Baker & Backbeat Disciples |
| Love Is a Beautiful Thing                                     | 1993                  | 16-10-1993            | tip21           | -            |                                       |

| Single met hitnotering(en) in de Vlaamse Ultratop 50 | Datum van verschijnen | Datum van binnenkomst | Hoogste positie | Aantal weken | Opmerkingen                           |
| ---------------------------------------------------- | --------------------- | --------------------- | --------------- | ------------ | ------------------------------------- |
| Put a Little Love in Your Heart                      | 1988                  | 10-12-1988            | 13              | 10           | met Annie Lennox                      |
| The Message Is Love                                  | 1989                  | 09-12-1989            | 9               | 10           | met Arthur Baker & Backbeat Disciples |
| Feel Like I Do                                       | 2016                  | 02-07-2016            | tip21           | -            | met Disclosure                        |

### Radio 2 Top 2000
| Nummers met noteringen in de NPO Radio 2 Top 2000  | '99  | '00-'05 | '06  | '07 | '08  | '09  | '10  | '11  | '12  | '13  | '14  | '15  | '16  | '17  | '18  | '19 | '20  | '21  |
| -------------------------------------------------- | ---- | ------- | ---- | --- | ---- | ---- | ---- | ---- | ---- | ---- | ---- | ---- | ---- | ---- | ---- | --- | ---- | ---- |
| Let's Stay Together                                | -    | -       | 1200 | 826 | 1702 | 1347 | 1071 | 1132 | 1122 | 1133 | 1394 | 1295 | 1181 | 1252 | 1574 | -   | 1887 | 1986 |
| Put a little love in your heart (met Annie Lennox) | 1721 | -       | -    | -   | -    | -    | -    | -    | -    | -    | -    | -    | -    | -    | -    | -   | -    | -    |

1. ↑  Een '-' betekent dat het nummer niet was genoteerd en een vetgedrukt getal geeft de hoogste notering van een nummer aan.
2. ↑  Deze tabel is bijgewerkt tot en met de laatste editie (2024).